# Derazhne
Derazhne (ucraniano: Деражне; polaco: Deraźne) es un municipio rural y pueblo de Ucrania, perteneciente al raión de Rivne de la óblast de Rivne.
En 2018, el municipio tenía una población de 6376 habitantes, de los cuales unos dos mil vivían en el propio pueblo y el resto repartidos en ocho pedanías. El municipio se fundó en 2016 mediante la fusión de los hasta entonces consejos rurales de Derazhne, Diuksyn y Postine. Además de estos tres pueblos, pertenecen al municipio otros seis: Bychal, Hánnivka, Zhylzha, Perelysianka, Solomka y Susk.
El pueblo se ubica en el límite con la óblast de Volinia, unos 10 km al norte de Klevan sobre la carretera T1817 que lleva a Stepan.

## Historia
Se conoce la existencia del pueblo desde 1274, cuando pertenecía a un monasterio cercano. Tras la decadencia de Galicia-Volinia y su integración en la República de las Dos Naciones, en la primera mitad del siglo XVII fue declarado miasteczko con Derecho de Magdeburgo. En esta época fue uno de los cuatro grandes centros del caraísmo polaco-lituano, junto con Trakai, Lutsk y Hálych; sin embargo, los caraítas abandonaron esta localidad tras haber sido destruida en la rebelión de Jmelnitski.
En el Imperio ruso fue sede de una vólost en el uyezd de Rovno de la gobernación de Volinia. El miasteczko fue casi completamente destruido en la Primera Guerra Mundial, cuando quedó en la línea de frente de los rusos con el Imperio austrohúngaro. Debido a ello, en la Segunda República Polaca pasó a ser una localidad rural. En 1939 pasó a formar parte de la RSS de Ucrania, donde fue una capital distrital hasta 1959. Hasta la formación del actual municipio en 2016, Derazhne era sede de un consejo rural en el raión de Kostópil, que únicamente incluía como pedanía a Bechal (el actual Bychal).